# 高岡健二
高岡 健二（たかおか けんじ、1949年8月4日 - ）は、日本の俳優、司会者、歌手。兵庫県西宮市出身。西宮市立西宮高等学校卒業。渡辺プロダクションを経て、サイアンに所属。身長172cm。

## 来歴・人物
高校時代は、野球部で投手。
研修生として渡辺プロダクションに在籍していた1969年3月、ザ・タイガースのリードギターである加橋かつみの脱退騒動により、田頭信幸、篠崎正嗣、そして急遽ロサンゼルスより呼び戻された岸部四郎と共に新メンバーのオーディションに臨むが「他人を入れたくない」（見ず知らずの者という意味合いで）というザ・タイガースのメンバーの意向を尊重し岸部四郎へと決まる。
同年7月20日にキングレコードより「あの日渚で」で歌手デビューを果たした。曲名は海が大好きで幼少の頃より須磨海岸で遊び、慣れ親しんだ高岡本人をイメージして付けられ、そのキャッチコピーは「海の黒豹」であった。
「あの日渚で」以降、5枚のシングルを発売するがヒットには至らず引退も考えていたが、同じく野球の趣味があった渡辺プロのマネージャーから、当時の渡辺プロにはドラマ専門の部署がなかったため、ドラマ部を創設するため一緒にやらないかと誘いがあり俳優に転向する。
テレビドラマ『太陽にほえろ!』のゲストで俳優デビュー。映画『赤ちょうちん』や、テレビドラマ『冬の貝殻』で注目される。
1975年、刑事ドラマ『TOKYO DETECTIVE 二人の事件簿』に、主人公の一人である真樹一夫役でレギュラー出演。共演者の篠田三郎はキャリアも充分であったため、いきなり主人公役に大丈夫かという思いが強かったと述べている。その一方で、監督の一人である富本壮吉とは徹夜で飲んで遅刻することもあったという。共演者の篠田は高岡について、「現場のアイドル的存在で、誰からも好かれる人だった」と述べている。
1977年から、外国テレビドラマ『刑事スタスキー&ハッチ』のハッチの声優（スタスキーは下條アトム）も担当した。
1984年限りで渡辺プロから独立後、関西を拠点に俳優活動をする傍ら、2004年4月よりKBS京都テレビ『日曜競馬中継』のメインキャスターに就任（2005年6月で途中降板）。趣味のゴルフは、2003年にアメリカのシニアゴルフツアーのテストを受験するほどの腕前である。
1977年に発表されたシングル『君よ八月に熱くなれ』は同年放送の『ああ甲子園』（朝日放送）のテーマソングであり、1981年スタートした『熱闘甲子園』（同）の初代のテーマソングでもある。ただし、『熱闘甲子園』は高岡ではなく1981年に歌手デビューしたばかりの俳優、堤大二郎が歌唱したものを同番組や『全国高等学校野球選手権大会』の中継の中で使用した。また、大阪府立淀川工業高等学校（現：大阪府立淀川工科高等学校）吹奏楽部の演奏により『熱闘甲子園』のタイトルテーマバック（1988年まで）に使用されたことで有名になった。
特技は野球、関西弁。趣味はペット。

## 出演

### テレビドラマ
- 太陽にほえろ!（NTV / 東宝）
  - 第45話「怒れ! マカロニ」（1973年） - 早川清志
  - 第516話「白いスーツの女」（1982年） - 宮原哲二
  - 第674話「友よ、君が犯人なのか」（1985年） - 村岡警部補
- 冬の貝殻（1973年、TBS）
- 土曜日の女シリーズ / 女子高校生殺人事件（1974年、NTV / ユニオン映画） - 柳生
- バーディー大作戦 第8話「生きたまま火葬にしろ!」（1974年、TBS / 東映） - 山口譲治
- NHK連続テレビ小説 / 鳩子の海（1974年、NHK） - 池内修造[2]
- 高校教師 第17話「燃えよ番長」（1974年、12ch / 東宝） - 大岩番長
- 大江戸捜査網 第159話「喧嘩三味線うすなさけ」（1974年、12ch / 三船プロ） - 政吉
- 二人の事件簿シリーズ（ABC） - 真樹一夫
  - TOKYO DETECTIVE 二人の事件簿（1975年）
  - 新・二人の事件簿 暁に駆ける（1976年 - 1977年）
- 放浪家族（1975年、MBS） - 堀田徹
- 燃える捜査網 第12話「土曜日を待て!」（1976年、NET / 東映） - 前原三郎
- 大河ドラマ（NHK）
  - 風と雲と虹と（1976年） - 平将頼
  - 獅子の時代（1980年） - 五郎
  - 徳川家康（1983年） - 本多忠勝
  - 八代将軍吉宗（1995年） - 酒井忠音
  - 毛利元就（1997年） - 江良房栄
- 夫婦旅日記 さらば浪人（1976年、CX / 勝プロ） - 筧新之助
- 新・夜明けの刑事 第8話「涙にくれた応援刑事」（1977年、TBS / 大映テレビ）
- 横溝正史シリーズ 「悪魔の手毬唄」（1977年、MBS） - 青池歌名雄
- すぐやる一家青春記（1977年、TBS） - 相馬瞳
- 新 木枯し紋次郎 第1話「霧雨に二度哭いた」（1977年、12ch） - 子分
- 青春の門 第二部「自立編」（1977年、MBS）
- 新・座頭市 第2シリーズ 第11話「子別れ街道」（1978年、CX / 勝プロ）
- 大空港（1978年、CX / 松竹） - 海原保
- 土曜ドラマ / 松本清張シリーズ・火の記憶（1978年、NHK） - 高村泰雄
- そっとさよなら（1979年、NTV）
- 新婚プラス1（1980年、KTV）
- 服部半蔵 影の軍団（1980年、KTV） - 瓢六
- さらばきらめきの日々[11]（1980年11月 - 、NHK）
- ブラック・ジャック 第3話（1981年、ANB） - 寿司職人
- 私はタフな女（1981年、NTV） - 坂上
- ちょっといい姉妹（1982年、TBS）
- 君は海を見たか（1982年、CX）
- 土曜ワイド劇場（ANB）
  - 北海道殺人旅行・わたしの婚約日記（1981年） - 昻司
  - 山口線「貴婦人号」SL殺人トリック 哀しい汽笛が津和野に響く (1982年)
  - 外科病棟の女医（1983年）
  - 西村京太郎トラベルミステリー 第4作「寝台特急あかつき殺人事件」（1983年） - 田辺淳
  - 松本清張の熱い空気（1983年、大映テレビ） - 川原則夫
  - 松本清張の証言（1984年、大映テレビ） - 杉山孝三
  - 牟田刑事官事件ファイル 第11作「別府温泉-みちのく松島 湯けむり殺意の旅」（1989年） - 内田シンジ
  - 八甲田山殺人暮色 若妻はなぜ襲われたか? 青森行“はつかり5号”にトリックが…（1991年）
  - 京都のテミス女裁判官 第1作（2003年） - 神崎良平
- 火曜サスペンス劇場（NTV）
  - 松本清張の知られざる動機」（1983年、松竹） - 下田忠夫
  - 森村誠一の結婚株式会社（1990年、日本映像）
  - 刑事 鬼貫八郎「死びとの座」（1993年）田渕渉
  - 名無しの探偵 第12作「兄妹」（1996年） - 松沢大介
  - 当番弁護士 第7作（1999年） - 戸塚警部
- 暴れん坊将軍（ANB）
  - 暴れん坊将軍II 第86話「吉宗、ざん悔の鬼剣舞!」（1984年） - 与一
  - 暴れん坊将軍III 第51話「あぶな絵の皿を追え」（1989年） - 弥助(加納又七郎）
- 暴れ九庵 第12話「ひたむきに愛」（1984年、KTV / 東宝） - 辰二
- 特捜最前線 第406話「スキャンダル・スクープ!」（1985年3月、ANB / 東映） - 坂本記者
- スーパーポリス 第1話「今晩は ! ヤクザINアメリカ」（1985年4月、TBS / 東映）
- 長七郎江戸日記（NTV / ユニオン映画）
  - 第1シリーズ 第60話「大江戸女番長始末記」（1985年） - 清吉
  - 第2シリーズ 第15話「三途の橋」（1988年） - 鬼塚喜十郎
  - 第3シリーズ
    - 第9話「赤猫が踊った日」（1990年） - 岩木南山
    - 第33話「男泣き兄弟盃」（1991年） - 天狗安
- 銭形平次 第24話「とらわれたお静」（1987年、NTV / ユニオン映画） - 左源太 ※風間杜夫版
- 徳川家康（1988年、TBS） - 井伊直政
- 続・三匹が斬る! 第4話「お七里の、イジメが元で不倫妻」（1988年、ANB） - 高山伝八郎
- 年末時代劇スペシャル「五稜郭」（1988年12月30日・31日、NTV / ユニオン映画） - 星恂太郎
- 織田信長（1989年、TBS） - 林美作
- 八百八町夢日記 第1シリーズ SP「一千両の大勝負」（1989年、NTV / ユニオン映画）
- 名奉行 遠山の金さん 第2シリーズ 第21話「花火が見ていた悪の顔」（1989年、ANB / 東映） - 弥太
- いのち草（1990年、YTV）
- 月影兵庫あばれ旅 第2シリーズ 第1話「江戸で悪を斬る!」（1990年、TX / 松竹） - 出淵定太郎
- 七人の女弁護士 第1シリーズ 第9話「美人OLレイプ裁判! 妻の知らない夫の秘密」（1991年、ANB） - 伊藤和彦
- 火曜ミステリー劇場 / 十津川警部の反撃（1991年、ANB） - 清水新一
- 世にも奇妙な物語 / ライバル（1991年、CX）
- 刑事貴族2 第26話「広域重要123号」（1991年、NTV / 東宝） - 塩崎刑事
- 銭形平次 (北大路欣也版)（CX）
  - 第1シリーズ 第14話「盗まれた仏像」（1991年） - 新九郎
  - 第3シリーズ 第4話「炎の記憶」（1993年） - 紋蔵
  - 第6シリーズ 第3話「風鈴の女」（1997年） - 三倉
- 裸の大将 第58話「清が湖で釣った夢」（1993年、KTV） - 浅井信吉
- 女系家族（1994年、TX）
- ドラマ30
  - 命いずこへ（1994年、毎日放送）
- 水戸黄門
  - 第24部 第11話「悪を懲らした大予言・松山」（1995年、TBS / C.A.L） - 兔角
  - 第32部 第3話「おらが蕎麦は日本一」（2003年、TBS / C.A.L） - 六助
- 名探偵保健室のオバさん 第7話「ボディコン美女登場!! 神宮寺危険な初体験」（1997年、ANB）
- 月曜ドラマスペシャル / 検視官江夏冬子 第1作「京都清水坂殺人事件」（1997年、TBS） - 中原功一郎
- 大江戸を駈ける! 第8話「人質は花嫁」（2001年、TBS / C.A.L） - （下谷）銀次
- 金曜エンタテイメント / はぐれ泥棒石川悟郎人情事件帳（CX）
- メモリー・オブ・ラブ（2004年、MBS） - 木田貴之 ※高岡建治名義

### 映画
- ひとつぶの涙（1973年、松竹）
- バージンブルース（1974年、日活）
- 赤ちょうちん（1974年、日活）
- 愛と誠（1974年、松竹） - 城山郷介
- 宵待草（1974年、日活） - 谷川国彦
- 鴎よ、きらめく海を見たか めぐり逢い（1975年、ATG） - 久美の元恋人
- 野球狂の詩（1977年、日活） - 帯刀守
- 衝動殺人 息子よ（1979年、松竹） - 吉川
- 本日ただいま誕生（1979年、東映） - 清水技師
- 制覇（1982年、東映） - 田所孝
- 刑事物語2 りんごの詩（1983年、東宝） - 霜山建治
- 暗号名 黒猫を追え!（1987年、プロダクションU） - 太田黒洋
- 龍飛岬（1988年、木村プロ） - 間宮俊夫
- 武闘の帝王2（1994年、シネマパラダイス）- 荒巻満
- 難波金融伝・ミナミの帝王劇場版partV「甘い罠」（1995年、ケイエスエス） - 桜木
- 男たちの大和（2005年、東映） - 茂木史朗中佐 ※高岡建治名義

### Vシネマ
- ネオチンピラ 鉄砲玉ぴゅ〜（1990年） - 風間
- 日本暴力地帯 三（1998年）

### 吹き替え
- 刑事スタスキー&ハッチ（1977年 - 1981年、TBS） - ケネス・ハッチンソン
- 潮風のサラ - ジェイコブ（クリストファー・ウォーケン）
- 卒業（1977年、TBS ※思い出の復刻版ブルーレイに収録） - ベンジャミン（ダスティン・ホフマン）
- 新・明日に向って撃て!  (1981年、フジテレビ ※DVD収録) - サンダンス・キッド(ウィリアム・カット）

### バラエティ番組
- みよ缶 （ABC） - 火曜レギュラー[3]

### テレビ番組（その他）
- とんねるずのみなさんのおかげです （CX） - JALのCMパロディのナレーション

## 音楽

### シングル
| 発売日                    | 規格           | 規格品番       | 面             | タイトル                 | 作詞           | 作曲           | 編曲           |
| キングレコード            | キングレコード | キングレコード | キングレコード | キングレコード           | キングレコード | キングレコード | キングレコード |
| ------------------------- | -------------- | -------------- | -------------- | ------------------------ | -------------- | -------------- | -------------- |
| 1969年7月20日             | EP             | BS-1030        | A              | あの日渚で･･･            | 橋本淳         | 筒美京平       | 筒美京平       |
| 1969年7月20日             | EP             | BS-1030        | B              | むかえに行くよ           | 橋本淳         | 筒美京平       | 高田弘         |
| 1970年1月                 | EP             | BS-1113        | A              | 北国は孤独な春           | 橋本淳         | 筒美京平       | 筒美京平       |
| 1970年1月                 | EP             | BS-1113        | B              | さよならしても逢いたいぜ | 橋本淳         | 筒美京平       | 筒美京平       |
| 1970年5月                 | EP             | BS-1186        | A              | 青いじゃのめ傘           | 岩谷時子       | 弾厚作         | 森岡賢一郎     |
| 1970年5月                 | EP             | BS-1186        | B              | 海が故郷                 | 岩谷時子       | 弾厚作         | 森岡賢一郎     |
| 1970年9月                 | EP             | BS-1244        | A              | 死なせはしない           | なかにし礼     | 鈴木淳         | 森岡賢一郎     |
| 1970年9月                 | EP             | BS-1244        | B              | 恋の夕焼け               | 山口あかり     | 鈴木淳         | 森岡賢一郎     |
| 1971年1月                 | EP             | BS-1301        | A              | つらい別れさ             | 水島哲         | 鈴木淳         | 船木謙一       |
| 1971年1月                 | EP             | BS-1301        | B              | 夢で逢おうぜ             | 水島哲         | 鈴木淳         | 船木謙一       |
| 1977年8月                 | EP             | GK-131         | A              | 君よ八月に熱くなれ       | 阿久悠         | 中田喜直       | 森岡賢一郎     |
| 1977年8月                 | EP             | GK-131         | B              | 真っ赤な風               | 阿久悠         | 中田喜直       | 森岡賢一郎     |
| 日本コロムビア            |                |                |                |                          |                |                |                |
| 1980年3月                 | EP             | AK-223         | A              | 四季・奈津子             | 五木寛之       | 笠井幹男       | 横山青児       |
| 1980年3月                 | EP             | AK-223         | B              | ひとり暮らしのワルツ     | 五木寛之       | シシリー民謡   | 小松原まさし   |
| EMIミュージック・ジャパン |                |                |                |                          |                |                |                |
| 1993年7月7日              | 8cmCD          | TOST-3076      | 1              | 夢過ぎて                 | 岡部耕大       | 玉置浩二       | 馬飼野俊一     |
| 1993年7月7日              | 8cmCD          | TOST-3076      | 2              | ほたる                   | 藤田直志       | 藤田直志       | 馬飼野俊一     |
| ユニバーサル ミュージック |                |                |                |                          |                |                |                |
| 2003年4月26日             | CD             | PBR-101        | 1              | 誕生日                   |                |                |                |
| 2003年4月26日             | CD             | PBR-101        | 2              | リプレイ                 |                |                |                |

### アルバム

#### オムニバス・アルバム
- 歌うスター大集合（1991年12月21日、キングレコード、KICS-159）-「あの日渚で・・・」収録。
- 続々想い出の名曲集 あの歌手・この唄(下)（1994年11月23日、キングレコード）-「あの日渚で・・・」収録。

- 栄光の弾厚作作品集4（2022年2月17日、キングレコード、KICS-2242）-「海が故郷」収録。
- Sound of 甲子園球場・夏の高校野球編（2006年8月2日、阪神コンテンツリンク、DDCZ-1334）-「君よ八月に熱くなれ」収録。
- 男と女・昭和編　阿久悠作品集（2007年12月5日、キングレコード、KICX-706）-「君よ八月に熱くなれ」収録。

- 筒美京平 アーカイブス2（2023年3月23日）-「むかえに行くよ」「北国は孤独な春」「さよならしても逢いたいぜ」収録。